# Младен Мишев
Младен Мишев, известен като Комитата, е български революционер, деец на Вътрешната македоно-одринска революционна организация.

## Биография
Младен Мишев е роден в град Тетово, тогава в Османската империя. Присъединява се към ВМОРО и е 11 години член на околийския комитет на организацията в Тетово. Четник е на Георги Тодоров. В 1917 година подписва Мемоара на българи от Македония от 27 декември 1917 година.